# UFC 57
UFC 57: Liddell vs. Couture 3 fue un evento de artes marciales mixtas celebrado por Ultimate Fighting Championship el 4 de febrero de 2006 en el Mandalay Bay Events Center, en Las Vegas, Nevada, Estados Unidos.

## Historia
El evento principal contó con la tan esperada trilogía entre las principales estrellas de UFC y ex entrenadores de The Ultimate Fighter Chuck Liddell y Randy Couture, ampliamente promocionada y comercializada como la primera trilogía importante de AMM.

## Resultados

### Tarjeta preliminar
- Peso semipesado: Keith Jardine vs. Mike Whitehead

Jardine derrotó a Whitehead vía decisión unánime (29–28, 29–28, 29–28).
- Peso pesado: Jeff Monson vs. Branden Lee Hinkle

Monson derrotó a Hinkle vía sumisión técnica (north-south choke) en el 4:35 de la 1ª ronda.
- Peso pesado: Paul Buentello vs. Gilbert Aldana

Buentello derrotó a Aldana vía TKO (golpes) en el 2:27 de la 2ª ronda.
- Peso semipesado: Alessio Sakara vs. Elvis Sinosic

Sakara derrotó a Sinosic vía decisión unánime (29–25, 29–26, 29–26). Sakara tuvo una deducción de puntos por un codazo ilegal vertical a la cabeza de Sinosic.

### Tarjeta principal
- Peso wélter: Joe Riggs vs. Nick Diaz

Riggs derrotó a Diaz vía decisión unánime (29–28, 30–27, 29–28).
- Peso semipesado: Renato Sobral vs. Mike van Arsdale

Sobral derrotó a Arsdale vía sumisión (rear naked choke) en el 2:19 de la 1ª ronda.
- Peso pesado: Frank Mir vs. Marcio Cruz

Cruz derrotó a Mir vía TKO (golpes y codazos) en el 4:10 de la 1ª ronda.
- Peso pesado: Brandon Vera vs. Justin Eilers

Vera derrotó a Eilers vía KO (patada a la cabeza y rodillazo) en el 1:22 de la 1ª ronda.
- Campeonato de Peso Semipesado: Chuck Liddell (c) vs. Randy Couture

Liddell derrotó a Couture vía KO (golpes) en el 1:28 de la 2ª ronda.